# Trigoniulus edentulus
Trigoniulus edentulus är en mångfotingart som beskrevs av Carl Graf Attems 1951. Trigoniulus edentulus ingår i släktet Trigoniulus och familjen Trigoniulidae. Inga underarter finns listade i Catalogue of Life.